# Diocèse de Carabayllo
Le diocèse de Carabayllo  (en latin : Dioecesis Carabaillensis ; en espagnol : Diócesis de Carabayllo) est un diocèse de l'Église catholique au Pérou suffragant de l'archidiocèse de Lima. 

## Territoire
Le diocèse s'étend sur les districts septentrionaux suivants de la province de Lima : Comas, Carabayllo, Independencia, Los Olivos, San Martin de Porres, Puente Piedra, Ancón et Santa Rosa. L'autre portion de cette province est gérée par l'archidiocèse de Lima et les diocèses de Chosica et Lurín. Il gère aussi le district de Santa Rosa de Quives de la province de Canta, le reste de cette province étant sous la juridiction du diocèse de Huacho.
Il possède un territoire d'une superficie de 1 504 km² divisé en 52 paroisses. Le siège épiscopal est dans la ville de Sol de Oro où se trouve à la cathédrale du Bon-Pasteur.

## Histoire
Le diocèse est érigé par Jean-Paul II le 14 décembre 1996 en prenant une partie du territoire de l'archidiocèse de Lima.

## Évêques
- Lino Panizza Richero, O.F.M.Cap (14 décembre 1996 - 20 avril 2022
- Neri Menor Vargas, O.F.M (20 avril 2022- )